# سرفة منقسمة
سرفة منقسمة (الاسم العلمي: Syrphus dimidiatus) هي نوع من الحشرات يتبع جنس السرفة من الفصيلة السرفات.